# 圣乔治主教座堂 (蒂米什瓦拉)

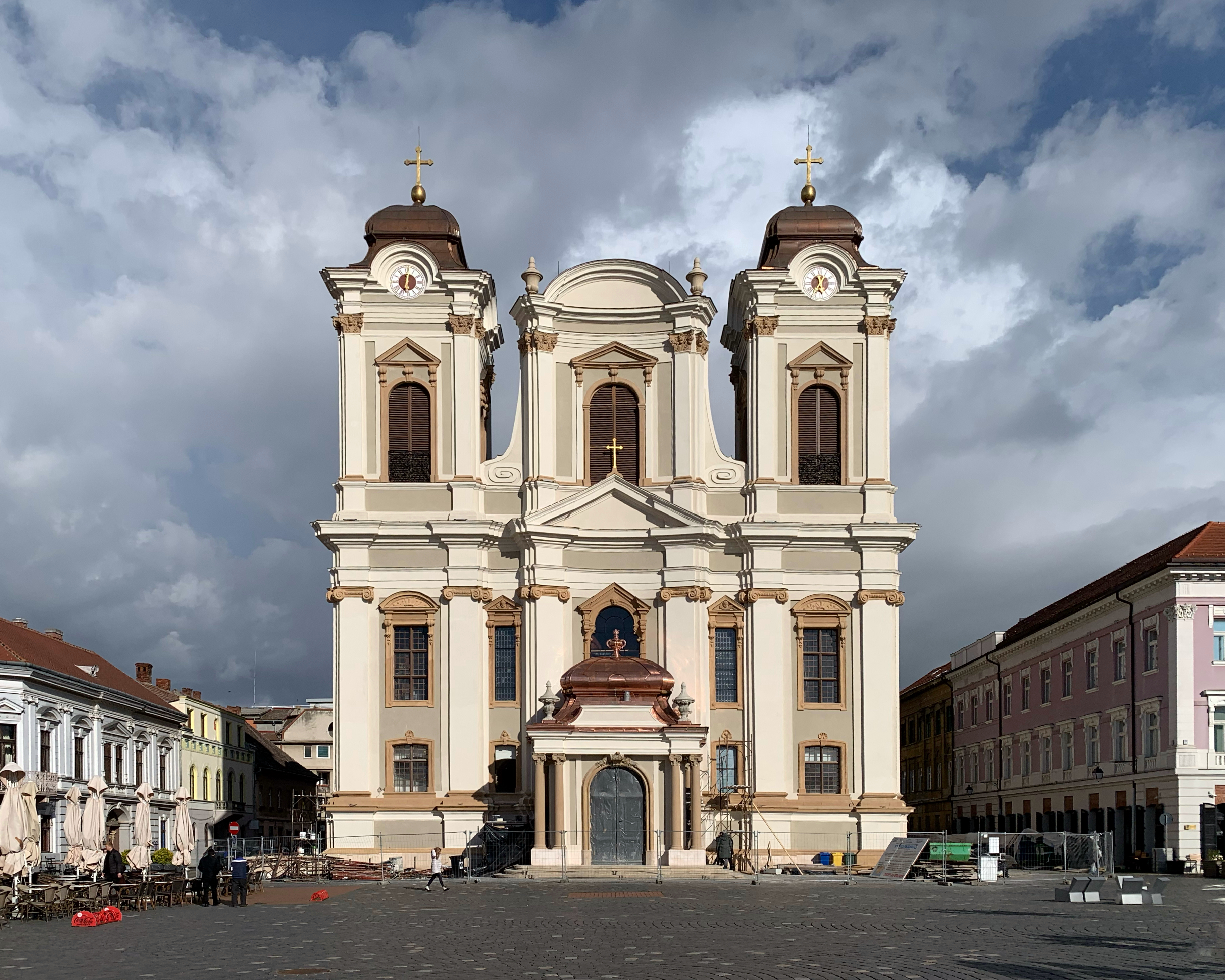
圣乔治主教座堂 (蒂米什瓦拉)The Catholic Cathedral (built between 1736-1774)

圣乔治主教座堂位于罗马尼亚西部城市蒂米什瓦拉市中心的 Piaţa Unirii。

## 历史
主教座堂的奠基仪式是在1736年8月6日。设计师是维也纳的Joseph Emanuel Fischer von Erlach，1750年以后由Hans Lechner继续，最后在1774年完成工程的是两位蒂米什瓦拉建筑师，Johann Theodor Kostka和Carl Alexander Steinlein。主教座堂为奥地利巴洛克风格，供奉本教区的主保圣人圣乔治。正祭台的圣乔治像是维也纳美术学院Michelangelo Unterberger的作品。侧祭台绘画由Johann Nepomuk Schöpf绘于1772年。管风琴由Leopold Wegenstein制作。大钟于1998年在德国更新。